# Colli Bolognesi Sauvignon Serravalle
Le Colli Bolognesi Sauvignon Serravalle est un vin blanc italien de la région Émilie-Romagne doté d'une appellation DOC depuis le 29 mai 1975. Seuls ont droit à la DOC les vins récoltés à l'intérieur de l'aire de production définie par le décret.

## Aire de l'appellation
La sous-zone « Serravalle » est définie par des parcelles dans la commune de Castello di Serravalle, dans la province de Bologne.

## Caractéristiques organoleptiques
- couleur: jaune paille plus ou moins intense.
- odeur: délicat, caractéristique, légèrement aromatique
- saveur: sec, plein, harmonique

Le Colli Bolognesi Sauvignon Serravalle se déguste à une température comprise entre 8 et 10 °C.  Il se gardera 2 - 3  ans.

## Production
Province, saison, volume en hectolitres :
- pas de données disponibles